# Bredsted Sogn
Bredsted Sogn (på tysk Kirchspiel Bredstedt) er et sogn i det vestlige Sydslesvig, tidligere i Nørre Gøs Herred (≈ Bredsted Landskab, Bredsted Amt, indtil 1785 under Flensborg Amt), nu i kommunerne Bredsted og Reussenkog i Nordfrislands Kreds i delstaten Slesvig-Holsten. 
I Bredsted Sogn findes flg. stednavne:
- flækken Bredsted (Bredstedt)
- Christiansborg (Christiansburg)
- Desmerciereskog (oktrojeret kog, Desmerciereskoog)
- Odinsbjerg (Odinsburg)
- Reussenkog (oktrojeret kog, Reußenkoog)
- Sophie-Magdalenekog (oktrojeret kog, Sophien-Magdalenen-Koog)
- Teglgaard